# إعصار أندرو

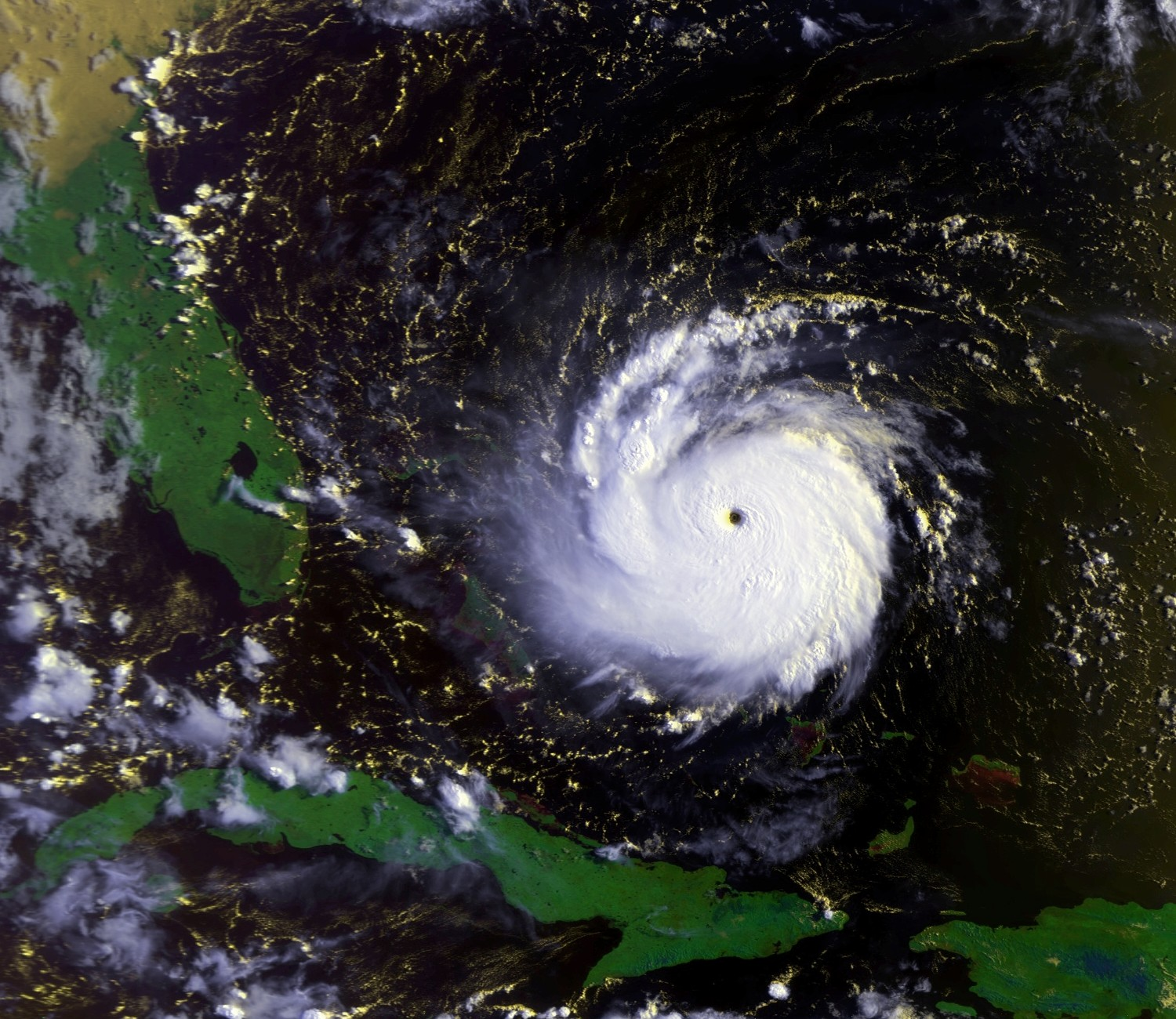
إعصار أندرو مقتربا من جزر الباهاما وفلوريدا

إعصار أندرو إعصار من الدرجة الخامسة ضرب الولايات المتحدة في أغسطس 1992 ويعد أفدح كارثة طبيعية في تاريخ الولايات المتحدة فقد قتل 65 (26 بشكل مباشر و 39 بشكل غير مباشر) شخص وشرد عشرات الآلاف ودمر ممتلكات قيمتها 25 مليار دولار. وبلغت قوته ما يفوق قوة أربعة أعاصير، كما بلغت سرعته مائة وخمسين ميلاً في الساعة.

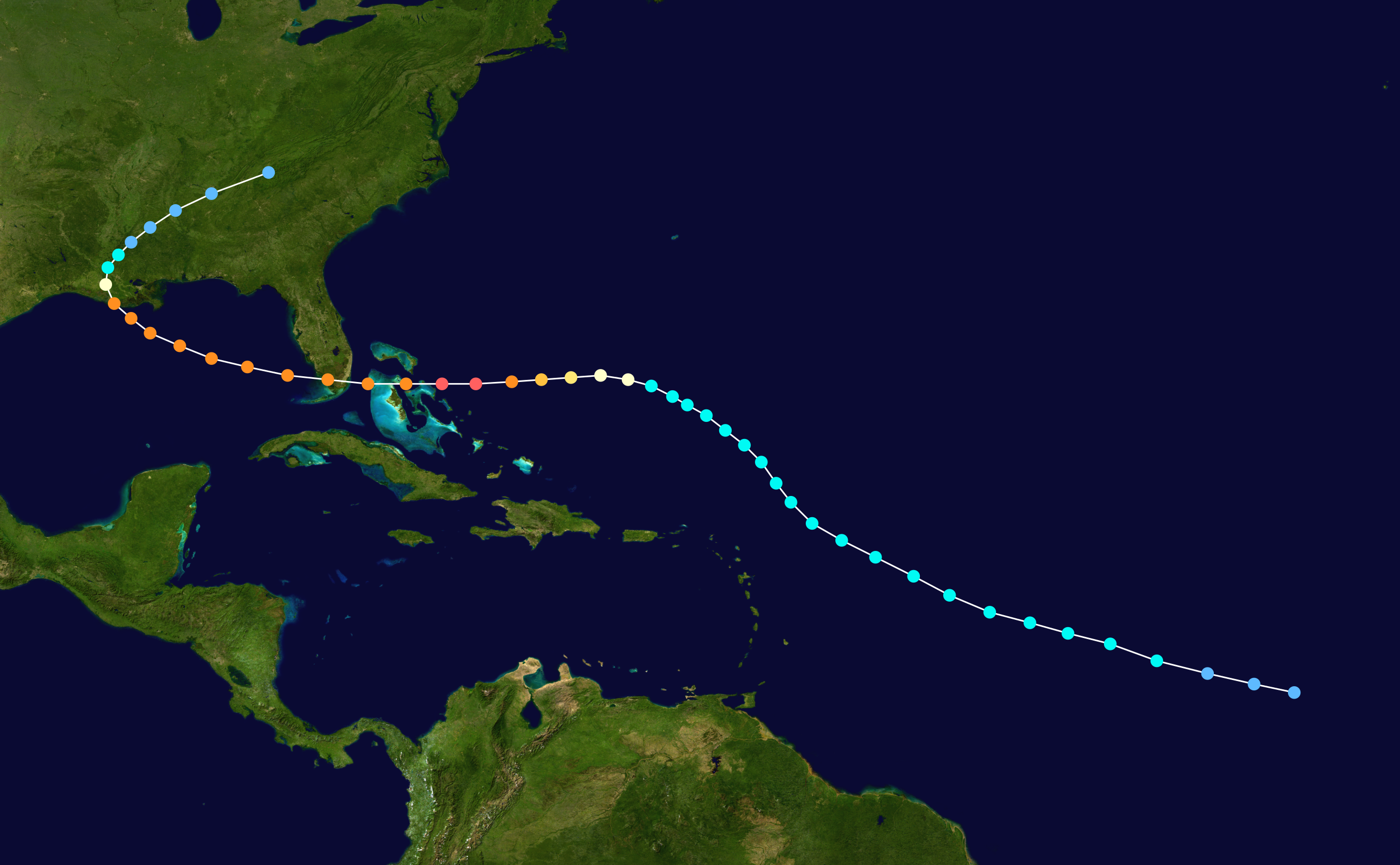
مسار الإعصار